# 1517
Portal Geschichte | Portal Biografien | Aktuelle Ereignisse | Jahreskalender | Tagesartikel

◄ |
15. Jahrhundert |
16. Jahrhundert
| 17. Jahrhundert | ►

◄ |
1480er |
1490er |
1500er |
1510er
| 1520er | 1530er | 1540er | ►

◄◄ |
◄ |
1513 |
1514 |
1515 |
1516 |
1517
| 1518 | 1519 | 1520 | 1521 | ► | ►►
Staatsoberhäupter  · Nekrolog · Kunstjahr · Literaturjahr · Musikjahr   · Wissenschaftsjahr
| Januar | Januar | Januar | Januar | Januar | Januar | Januar | Januar |
| Kw     | Mo     | Di     | Mi     | Do     | Fr     | Sa     | So     |
| ------ | ------ | ------ | ------ | ------ | ------ | ------ | ------ |
| 1      |        |        |        | 1      | 2      | 3      | 4      |
| 2      | 5      | 6      | 7      | 8      | 9      | 10     | 11     |
| 3      | 12     | 13     | 14     | 15     | 16     | 17     | 18     |
| 4      | 19     | 20     | 21     | 22     | 23     | 24     | 25     |
| 5      | 26     | 27     | 28     | 29     | 30     | 31     |        |

| Februar | Februar | Februar | Februar | Februar | Februar | Februar | Februar |
| Kw      | Mo      | Di      | Mi      | Do      | Fr      | Sa      | So      |
| ------- | ------- | ------- | ------- | ------- | ------- | ------- | ------- |
| 5       |         |         |         |         |         |         | 1       |
| 6       | 2       | 3       | 4       | 5       | 6       | 7       | 8       |
| 7       | 9       | 10      | 11      | 12      | 13      | 14      | 15      |
| 8       | 16      | 17      | 18      | 19      | 20      | 21      | 22      |
| 9       | 23      | 24      | 25      | 26      | 27      | 28      |         |

| März | März | März | März | März | März | März | März |
| Kw   | Mo   | Di   | Mi   | Do   | Fr   | Sa   | So   |
| ---- | ---- | ---- | ---- | ---- | ---- | ---- | ---- |
| 9    |      |      |      |      |      |      | 1    |
| 10   | 2    | 3    | 4    | 5    | 6    | 7    | 8    |
| 11   | 9    | 10   | 11   | 12   | 13   | 14   | 15   |
| 12   | 16   | 17   | 18   | 19   | 20   | 21   | 22   |
| 13   | 23   | 24   | 25   | 26   | 27   | 28   | 29   |
| 14   | 30   | 31   |      |      |      |      |      |

| April | April | April | April | April | April | April | April |
| Kw    | Mo    | Di    | Mi    | Do    | Fr    | Sa    | So    |
| ----- | ----- | ----- | ----- | ----- | ----- | ----- | ----- |
| 14    |       |       | 1     | 2     | 3     | 4     | 5     |
| 15    | 6     | 7     | 8     | 9     | 10    | 11    | 12    |
| 16    | 13    | 14    | 15    | 16    | 17    | 18    | 19    |
| 17    | 20    | 21    | 22    | 23    | 24    | 25    | 26    |
| 18    | 27    | 28    | 29    | 30    |       |       |       |

| Mai | Mai | Mai | Mai | Mai | Mai | Mai | Mai |
| Kw  | Mo  | Di  | Mi  | Do  | Fr  | Sa  | So  |
| --- | --- | --- | --- | --- | --- | --- | --- |
| 18  |     |     |     |     | 1   | 2   | 3   |
| 19  | 4   | 5   | 6   | 7   | 8   | 9   | 10  |
| 20  | 11  | 12  | 13  | 14  | 15  | 16  | 17  |
| 21  | 18  | 19  | 20  | 21  | 22  | 23  | 24  |
| 22  | 25  | 26  | 27  | 28  | 29  | 30  | 31  |

| Juni | Juni | Juni | Juni | Juni | Juni | Juni | Juni |
| Kw   | Mo   | Di   | Mi   | Do   | Fr   | Sa   | So   |
| ---- | ---- | ---- | ---- | ---- | ---- | ---- | ---- |
| 23   | 1    | 2    | 3    | 4    | 5    | 6    | 7    |
| 24   | 8    | 9    | 10   | 11   | 12   | 13   | 14   |
| 25   | 15   | 16   | 17   | 18   | 19   | 20   | 21   |
| 26   | 22   | 23   | 24   | 25   | 26   | 27   | 28   |
| 27   | 29   | 30   |      |      |      |      |      |

| Juli | Juli | Juli | Juli | Juli | Juli | Juli | Juli |
| Kw   | Mo   | Di   | Mi   | Do   | Fr   | Sa   | So   |
| ---- | ---- | ---- | ---- | ---- | ---- | ---- | ---- |
| 27   |      |      | 1    | 2    | 3    | 4    | 5    |
| 28   | 6    | 7    | 8    | 9    | 10   | 11   | 12   |
| 29   | 13   | 14   | 15   | 16   | 17   | 18   | 19   |
| 30   | 20   | 21   | 22   | 23   | 24   | 25   | 26   |
| 31   | 27   | 28   | 29   | 30   | 31   |      |      |

| August | August | August | August | August | August | August | August |
| Kw     | Mo     | Di     | Mi     | Do     | Fr     | Sa     | So     |
| ------ | ------ | ------ | ------ | ------ | ------ | ------ | ------ |
| 31     |        |        |        |        |        | 1      | 2      |
| 32     | 3      | 4      | 5      | 6      | 7      | 8      | 9      |
| 33     | 10     | 11     | 12     | 13     | 14     | 15     | 16     |
| 34     | 17     | 18     | 19     | 20     | 21     | 22     | 23     |
| 35     | 24     | 25     | 26     | 27     | 28     | 29     | 30     |
| 36     | 31     |        |        |        |        |        |        |

| September | September | September | September | September | September | September | September |
| Kw        | Mo        | Di        | Mi        | Do        | Fr        | Sa        | So        |
| --------- | --------- | --------- | --------- | --------- | --------- | --------- | --------- |
| 36        |           | 1         | 2         | 3         | 4         | 5         | 6         |
| 37        | 7         | 8         | 9         | 10        | 11        | 12        | 13        |
| 38        | 14        | 15        | 16        | 17        | 18        | 19        | 20        |
| 39        | 21        | 22        | 23        | 24        | 25        | 26        | 27        |
| 40        | 28        | 29        | 30        |           |           |           |           |

| Oktober | Oktober | Oktober | Oktober | Oktober | Oktober | Oktober | Oktober |
| Kw      | Mo      | Di      | Mi      | Do      | Fr      | Sa      | So      |
| ------- | ------- | ------- | ------- | ------- | ------- | ------- | ------- |
| 40      |         |         |         | 1       | 2       | 3       | 4       |
| 41      | 5       | 6       | 7       | 8       | 9       | 10      | 11      |
| 42      | 12      | 13      | 14      | 15      | 16      | 17      | 18      |
| 43      | 19      | 20      | 21      | 22      | 23      | 24      | 25      |
| 44      | 26      | 27      | 28      | 29      | 30      | 31      |         |

| November | November | November | November | November | November | November | November |
| Kw       | Mo       | Di       | Mi       | Do       | Fr       | Sa       | So       |
| -------- | -------- | -------- | -------- | -------- | -------- | -------- | -------- |
| 44       |          |          |          |          |          |          | 1        |
| 45       | 2        | 3        | 4        | 5        | 6        | 7        | 8        |
| 46       | 9        | 10       | 11       | 12       | 13       | 14       | 15       |
| 47       | 16       | 17       | 18       | 19       | 20       | 21       | 22       |
| 48       | 23       | 24       | 25       | 26       | 27       | 28       | 29       |
| 49       | 30       |          |          |          |          |          |          |

| Dezember | Dezember | Dezember | Dezember | Dezember | Dezember | Dezember | Dezember |
| Kw       | Mo       | Di       | Mi       | Do       | Fr       | Sa       | So       |
| -------- | -------- | -------- | -------- | -------- | -------- | -------- | -------- |
| 49       |          | 1        | 2        | 3        | 4        | 5        | 6        |
| 50       | 7        | 8        | 9        | 10       | 11       | 12       | 13       |
| 51       | 14       | 15       | 16       | 17       | 18       | 19       | 20       |
| 52       | 21       | 22       | 23       | 24       | 25       | 26       | 27       |
| 53       | 28       | 29       | 30       | 31       |          |          |          |

| Januar | Januar | Januar | Januar | Januar | Januar | Januar | Januar |
| Kw     | Mo     | Di     | Mi     | Do     | Fr     | Sa     | So     |
| ------ | ------ | ------ | ------ | ------ | ------ | ------ | ------ |
| 1      |        |        |        | 1      | 2      | 3      | 4      |
| 2      | 5      | 6      | 7      | 8      | 9      | 10     | 11     |
| 3      | 12     | 13     | 14     | 15     | 16     | 17     | 18     |
| 4      | 19     | 20     | 21     | 22     | 23     | 24     | 25     |
| 5      | 26     | 27     | 28     | 29     | 30     | 31     |        |

| Februar | Februar | Februar | Februar | Februar | Februar | Februar | Februar |
| Kw      | Mo      | Di      | Mi      | Do      | Fr      | Sa      | So      |
| ------- | ------- | ------- | ------- | ------- | ------- | ------- | ------- |
| 5       |         |         |         |         |         |         | 1       |
| 6       | 2       | 3       | 4       | 5       | 6       | 7       | 8       |
| 7       | 9       | 10      | 11      | 12      | 13      | 14      | 15      |
| 8       | 16      | 17      | 18      | 19      | 20      | 21      | 22      |
| 9       | 23      | 24      | 25      | 26      | 27      | 28      |         |

| März | März | März | März | März | März | März | März |
| Kw   | Mo   | Di   | Mi   | Do   | Fr   | Sa   | So   |
| ---- | ---- | ---- | ---- | ---- | ---- | ---- | ---- |
| 9    |      |      |      |      |      |      | 1    |
| 10   | 2    | 3    | 4    | 5    | 6    | 7    | 8    |
| 11   | 9    | 10   | 11   | 12   | 13   | 14   | 15   |
| 12   | 16   | 17   | 18   | 19   | 20   | 21   | 22   |
| 13   | 23   | 24   | 25   | 26   | 27   | 28   | 29   |
| 14   | 30   | 31   |      |      |      |      |      |

| April | April | April | April | April | April | April | April |
| Kw    | Mo    | Di    | Mi    | Do    | Fr    | Sa    | So    |
| ----- | ----- | ----- | ----- | ----- | ----- | ----- | ----- |
| 14    |       |       | 1     | 2     | 3     | 4     | 5     |
| 15    | 6     | 7     | 8     | 9     | 10    | 11    | 12    |
| 16    | 13    | 14    | 15    | 16    | 17    | 18    | 19    |
| 17    | 20    | 21    | 22    | 23    | 24    | 25    | 26    |
| 18    | 27    | 28    | 29    | 30    |       |       |       |

| Mai | Mai | Mai | Mai | Mai | Mai | Mai | Mai |
| Kw  | Mo  | Di  | Mi  | Do  | Fr  | Sa  | So  |
| --- | --- | --- | --- | --- | --- | --- | --- |
| 18  |     |     |     |     | 1   | 2   | 3   |
| 19  | 4   | 5   | 6   | 7   | 8   | 9   | 10  |
| 20  | 11  | 12  | 13  | 14  | 15  | 16  | 17  |
| 21  | 18  | 19  | 20  | 21  | 22  | 23  | 24  |
| 22  | 25  | 26  | 27  | 28  | 29  | 30  | 31  |

| Juni | Juni | Juni | Juni | Juni | Juni | Juni | Juni |
| Kw   | Mo   | Di   | Mi   | Do   | Fr   | Sa   | So   |
| ---- | ---- | ---- | ---- | ---- | ---- | ---- | ---- |
| 23   | 1    | 2    | 3    | 4    | 5    | 6    | 7    |
| 24   | 8    | 9    | 10   | 11   | 12   | 13   | 14   |
| 25   | 15   | 16   | 17   | 18   | 19   | 20   | 21   |
| 26   | 22   | 23   | 24   | 25   | 26   | 27   | 28   |
| 27   | 29   | 30   |      |      |      |      |      |

| Juli | Juli | Juli | Juli | Juli | Juli | Juli | Juli |
| Kw   | Mo   | Di   | Mi   | Do   | Fr   | Sa   | So   |
| ---- | ---- | ---- | ---- | ---- | ---- | ---- | ---- |
| 27   |      |      | 1    | 2    | 3    | 4    | 5    |
| 28   | 6    | 7    | 8    | 9    | 10   | 11   | 12   |
| 29   | 13   | 14   | 15   | 16   | 17   | 18   | 19   |
| 30   | 20   | 21   | 22   | 23   | 24   | 25   | 26   |
| 31   | 27   | 28   | 29   | 30   | 31   |      |      |

| August | August | August | August | August | August | August | August |
| Kw     | Mo     | Di     | Mi     | Do     | Fr     | Sa     | So     |
| ------ | ------ | ------ | ------ | ------ | ------ | ------ | ------ |
| 31     |        |        |        |        |        | 1      | 2      |
| 32     | 3      | 4      | 5      | 6      | 7      | 8      | 9      |
| 33     | 10     | 11     | 12     | 13     | 14     | 15     | 16     |
| 34     | 17     | 18     | 19     | 20     | 21     | 22     | 23     |
| 35     | 24     | 25     | 26     | 27     | 28     | 29     | 30     |
| 36     | 31     |        |        |        |        |        |        |

| September | September | September | September | September | September | September | September |
| Kw        | Mo        | Di        | Mi        | Do        | Fr        | Sa        | So        |
| --------- | --------- | --------- | --------- | --------- | --------- | --------- | --------- |
| 36        |           | 1         | 2         | 3         | 4         | 5         | 6         |
| 37        | 7         | 8         | 9         | 10        | 11        | 12        | 13        |
| 38        | 14        | 15        | 16        | 17        | 18        | 19        | 20        |
| 39        | 21        | 22        | 23        | 24        | 25        | 26        | 27        |
| 40        | 28        | 29        | 30        |           |           |           |           |

| Oktober | Oktober | Oktober | Oktober | Oktober | Oktober | Oktober | Oktober |
| Kw      | Mo      | Di      | Mi      | Do      | Fr      | Sa      | So      |
| ------- | ------- | ------- | ------- | ------- | ------- | ------- | ------- |
| 40      |         |         |         | 1       | 2       | 3       | 4       |
| 41      | 5       | 6       | 7       | 8       | 9       | 10      | 11      |
| 42      | 12      | 13      | 14      | 15      | 16      | 17      | 18      |
| 43      | 19      | 20      | 21      | 22      | 23      | 24      | 25      |
| 44      | 26      | 27      | 28      | 29      | 30      | 31      |         |

| November | November | November | November | November | November | November | November |
| Kw       | Mo       | Di       | Mi       | Do       | Fr       | Sa       | So       |
| -------- | -------- | -------- | -------- | -------- | -------- | -------- | -------- |
| 44       |          |          |          |          |          |          | 1        |
| 45       | 2        | 3        | 4        | 5        | 6        | 7        | 8        |
| 46       | 9        | 10       | 11       | 12       | 13       | 14       | 15       |
| 47       | 16       | 17       | 18       | 19       | 20       | 21       | 22       |
| 48       | 23       | 24       | 25       | 26       | 27       | 28       | 29       |
| 49       | 30       |          |          |          |          |          |          |

| Dezember | Dezember | Dezember | Dezember | Dezember | Dezember | Dezember | Dezember |
| Kw       | Mo       | Di       | Mi       | Do       | Fr       | Sa       | So       |
| -------- | -------- | -------- | -------- | -------- | -------- | -------- | -------- |
| 49       |          | 1        | 2        | 3        | 4        | 5        | 6        |
| 50       | 7        | 8        | 9        | 10       | 11       | 12       | 13       |
| 51       | 14       | 15       | 16       | 17       | 18       | 19       | 20       |
| 52       | 21       | 22       | 23       | 24       | 25       | 26       | 27       |
| 53       | 28       | 29       | 30       | 31       |          |          |          |

Im Jahr 1517 werden Ereignisse in Gang gesetzt, die das religiöse und politische Geschehen über Jahrhunderte hinweg prägen werden. Empört über den von der römisch-katholischen Kirche praktizierten Ablasshandel sendet der Augustinermönch Martin Luther einen Brief an Erzbischof Albrecht von Brandenburg. Diesem Brief fügt er seine 95 Thesen bei, in denen er gegen den geschäftsmäßigen Handel mit Ablassbriefen auftritt. Die daraus entstehende kirchliche Erneuerungsbewegung der Reformation führt mittelfristig zu einer Spaltung des westlichen Christentums in verschiedene Konfessionen.

## Ereignisse

### Politik und Weltgeschehen

#### Osmanisches Reich

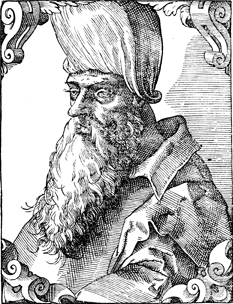
Tuman Bay

- 23. Januar: In Ägypten geht nach der Niederlage ihres Heeres vor Kairo gegen das Osmanische Reich unter Sultan Selim I. die Herrschaft der Mamluken zu Ende. Ihr Sultan, Tuman Bay gerät bei Gizeh in osmanische Gefangenschaft und wird am 14. April hingerichtet. Das Land wird Teil des Osmanischen Reichs. Wenig später nehmen die Osmanen Kairo ein. Die Mamluken bleiben allerdings weiterhin regierende Oberschicht unter der Oberherrschaft des osmanischen Sultans. Syrien wird der Verwaltung durch Ägypten entzogen.
- 20. April: Nach dem Tod seines Vaters Bogdan III. besteigt der elfjährige Stefan IV. den Thron des unter osmanischer Oberhoheit stehenden Fürstentums Moldau. Die Regentschaft übernimmt Hetman Luca Arbore.
- Nach der Unterwerfung Ägyptens beginnen die Osmanen mit der Eroberung des Jemen. Mit dem Fall Adens endet die Dynastie der Tahiriden.
- Die islamischen Pilgerstätten Medina und Mekka gelangen unter osmanische Herrschaft.
- Im Libanon wird unter osmanischer Oberhoheit das halbautonome Emirat Libanonberg gegründet.
- Die Osmanen erobern Diyarbakır in Südostanatolien.
- Lopo Soares de Albergaria, Generalgouverneur von Portugiesisch-Indien, wird im Roten Meer beim Angriff auf Dschidda von einer osmanischen Flotte vernichtend geschlagen.

#### Mittel- und Osteuropa
- Dietrich von Schöneberg, der Berater des Hochmeisters Albrecht von Preußen trifft am 24. Februar in Moskau ein und schließt nach kurzen Verhandlungen am 10. März einen Vertrag, der gegenseitigen militärischen Beistand gegen Polen und Litauen und eine russische Finanzhilfe im Kriegsfall vorsieht. Der Deutsche Orden nähert sich damit an das Großfürstentum Moskau an. Dies ist unter dem Eindruck der habsburgisch-jagiełłonischen Verständigung und der Wiener Doppelhochzeit im Jahr 1515 nötig geworden.
- 2. Juni: Christoph stirbt im Alter von 18 Jahren nach nur sechs Jahren als Herr von Jever, möglicherweise vom ostfriesischen Grafen Edzard I. vergiftet. Christophs Schwester Maria wird seine Nachfolgerin. Sie und ihre beiden Schwestern Anna und Dorothea sehen sich rasch von mehreren Seiten bedroht. Balthasar von Esens erhebt als erster Anspruch auf die Herrschaft Jever, zieht aber bald unverrichteter Dinge wieder ab. Die Ansprüche Heinrichs von Braunschweig werden von Marias Vormund und Onkel Johann V. von Oldenburg abgewehrt. Auch Edzard versucht sich die Herrschaft einzuverleiben.

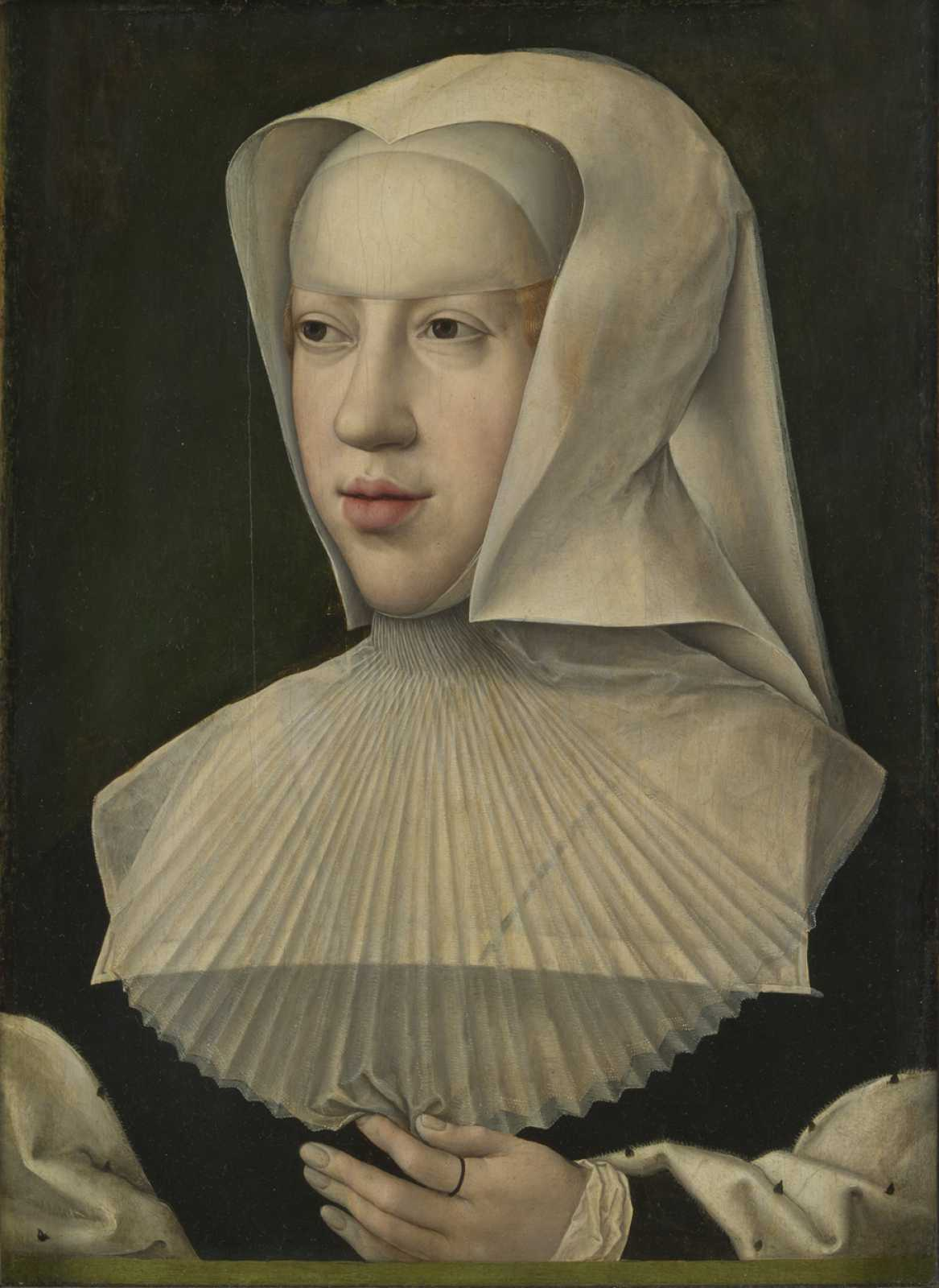
Margarete von Österreich

- Der spanische König Carlos I. aus dem Haus Habsburg setzt seine Tante Margarete von Österreich neuerlich als Statthalterin der habsburgischen Niederlande ein. Im November schickt er seinen 15-jährigen Bruder Ferdinand zur Ausbildung an Margaretes Hof nach Flandern.

#### Kalmarer Union
- Im Kampf gegen das aufständische Schweden und um die Wiederherstellung der Kalmarer Union ernennt der dänische König Christian II. Søren Norby zum Oberbefehlshaber der dänischen Flotte und zum dänisch-gotländischen Amtmann in Visby, der seinen Amtssitz auf der Festung Visborg hat. Im August unterliegt das dänische Heer den Schweden in der Schlacht bei Vädla.

#### Italien
- Februar: Francesco Maria I. della Rovere versucht, das im Vorjahr an Lorenzo di Piero de’ Medici verlorene Herzogtum Urbino zurückzuerobern. In einem Gefecht bei Mondolfo in der Romagna erleidet Lorenzo am 25. Mai eine Kopfwunde. Della Rovere scheitert aber vorläufig, da er immer noch unter dem Bann von Papst Leo X. steht. Im September muss er sich mit seinem Heer aus spanischen Söldnern wieder zurückziehen.

#### Frankreich
- 8. Oktober: Frankreichs König Franz I. unterzeichnet die Gründungsurkunde für einen Kriegshafen namens Franciscopolis, aus dem die Hafenstadt Le Havre am Atlantik hervorgeht.

#### Nordafrika
- Nach dem Tod von Abu Abdallah al-Qa'im wird sein Sohn Ahmed al-Araj Scheich der Saadier in Marokko. Er teilt sich die Herrschaft mit seinem jüngeren Bruder Mohammed ech-Cheikh. Gemeinsam nehmen sie den Kampf gegen die Portugiesen in der Region auf.

#### Amerika

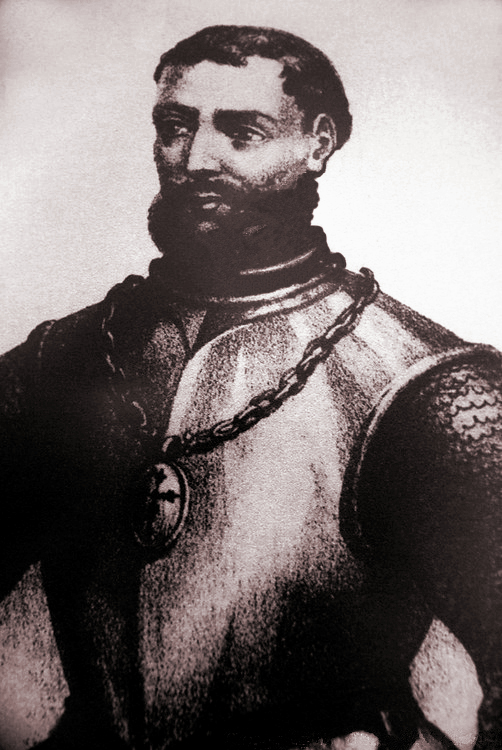
Francisco Hernández de Córdoba

Der spanische Konquistador Francisco Hernández de Córdoba verlässt Kuba am 8. Februar mit drei Schiffen und 110 Mann im Auftrag des dortigen Gouverneurs Diego Velázquez de Cuéllar. Am 4. März erreicht er als erster Europäer Yucatán und feiert am 22. März bei der heutigen Stadt Campeche eine Messe. Auf ihrem Landgang gerät die Expedition immer wieder in schwierige Situationen mit den Einheimischen. Trotzdem setzt sie ihre Reise der Küste entlang fort. Bei einem weiteren kriegerischen Aufeinandertreffen werden mehrere Spanier verwundet, unter ihnen auch der Expeditionsleiter de Córdoba. Als zwei der Verletzten von den Einheimischen verschleppt werden, entschließen sich die Männer, die Heimreise anzutreten und segeln über Florida wieder zurück nach Kuba, wo sie nach dem Verlust von zwei Dritteln der Mannschaft rund zwei Monate nach Beginn der Reise wieder eintreffen. Zehn Tage später erliegt Francisco Hernández de Córdoba seinen Verletzungen. Die an sich erfolglose Expedition bringt nur wenige Schmuckstücke mit, die jedoch ausreichen, um die Goldgier der Spanier weiter zu befeuern. Diego Velázquez de Cuéllar rüstet schon im folgenden Jahr eine neue Expedition aus.

#### Asien
- 15. August: Fernão Pires de Andrade trifft als erster Portugiese in China ein und verhandelt mit den Ming-Herrschern wegen möglicher portugiesisch-chinesischer Handelskontakte.
- 21. November: Nach dem Tod von Sikandar Lodi wird sein Sohn Ibrahim Lodi muslimischer Sultan von Delhi. Er sieht sich mit einem Aufstand der Rajputen konfrontiert. Als er beginnt, die älteren Militärs und Beamten durch jüngere, ihm ergebene zu ersetzen, zieht er sich die Missgunst der Oberschicht zu.

### Wirtschaft
- Der böhmische Ort Conradsgrün, wo im Vorjahr große Silbervorkommen entdeckt worden sind, wird in Anlehnung an die Bergstadt Sankt Annaberg in Sankt Joachimsthal umbenannt. Gleichzeitig wird im Auftrag der Grafen Schlik mit dem Bau der Burg Freudenstein begonnen, die dem Schutz und der Verwaltung des Silberbergbaus dienen soll.

### Wissenschaft und Technik
- August: Der wohlhabende Humanist Hieronymus Buslidius gründet, inspiriert durch Erasmus von Rotterdam, mit seinem letzten Willen das Collegium Trilingue in Löwen zum Studium der drei heiligen Sprachen Hebräisch, Griechisch und Latein.

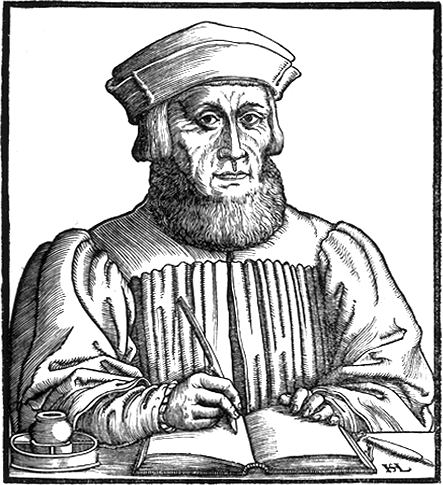
Johannes Aventinus

- Johannes Aventinus erstellt für das Studium des bayerischen Herzogssohns Ernst eine systematische Darstellung der Wissenschaften, die er unter dem Namen Encyclopedia orbisque doctrinarum, hoc est omnium artium, scientiarum, ipsius philosophiae index ac divisio seinem Werk rudimenta grammaticae als Anhang hintanstellt. Es ist die erste gedruckte selbständige Abhandlung, die den Titel Enzyklopädie trägt.
- Hans von Gersdorff veröffentlicht in Straßburg das medizinische Lehrbuch Feldbuch der Wundarzney, das mit Holzschnitten, die Hans Wechtlin zugeschrieben werden, illustriert ist.

### Kultur
| Kultur | Kultur |
| --- | ------ |
| - Cinquecento in Italien - Renaissance - Hochrenaissance in Italien - Frührenaissance im deutschsprachigen Raum - Spätgotik - Manuelinik in Portugal - Plateresker Stil in Spanien |        |

#### Architektur
- Das Dannenbaumsche Haus in Braunschweig wird errichtet.

#### Bildende Kunst

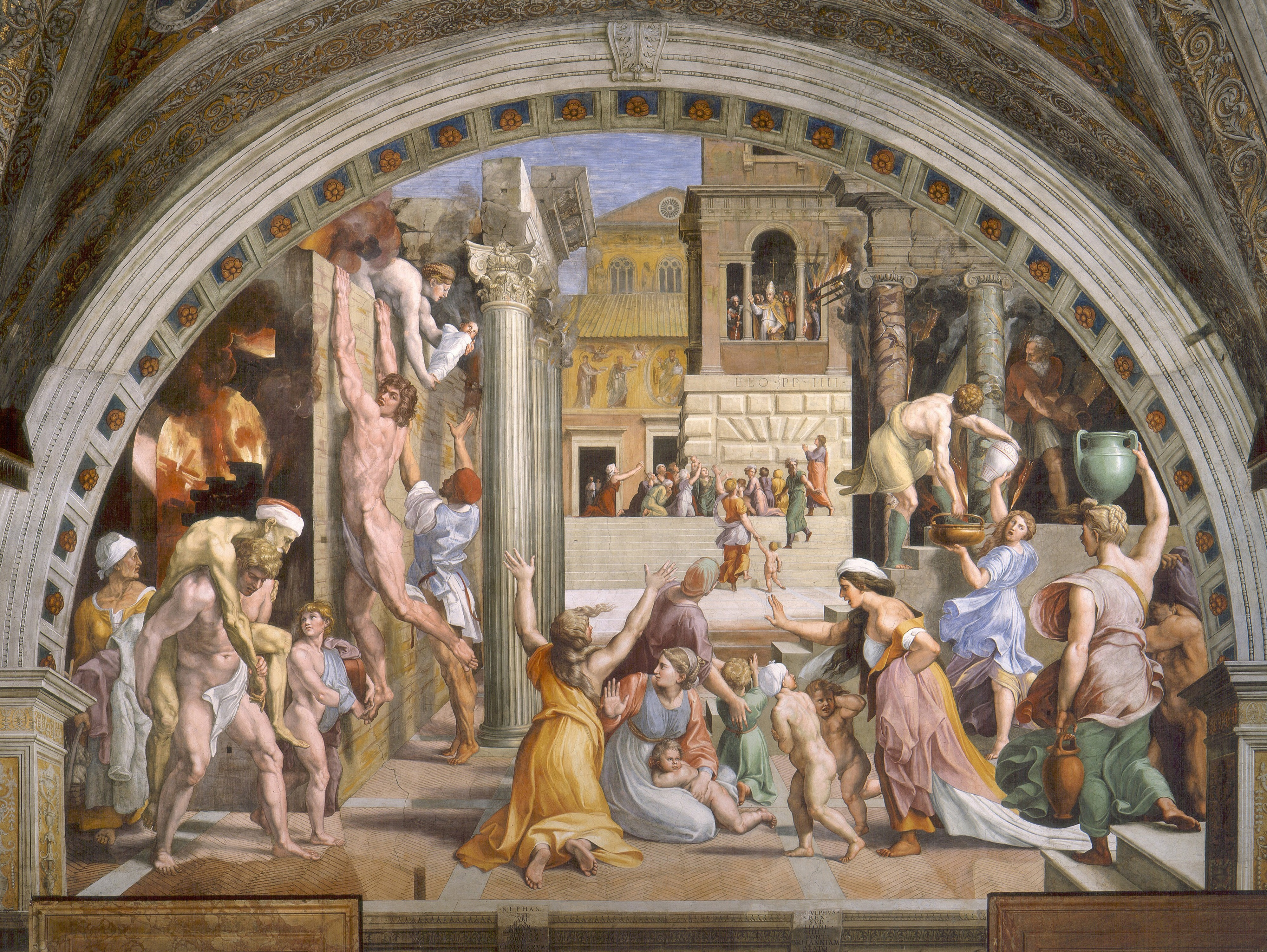
L'incendio di Borgo, Der Borgobrand

- Raffael vollendet gemeinsam mit seinem Schüler Giulio Romano nach dreijähriger Arbeit einen weiteren Raum im Apostolischen Palast, die Stanza dell'incendio di Borgo.
- Die Werkstatt von Paul von Leutschau vollendet den gotischen Hochaltar in der Kirche St. Jakob in Levoča, den höchsten holzgeschnitzten Altar der Welt.
- Der italienische Maler Andrea del Sarto malt sein bekanntestes Werk, das Altarbild Harpyienmadonna.
- Lorenzo Lotto malt Susanna im Bade.
- um 1517: Raffael vollendet das Gemälde Kreuztragung Christi.

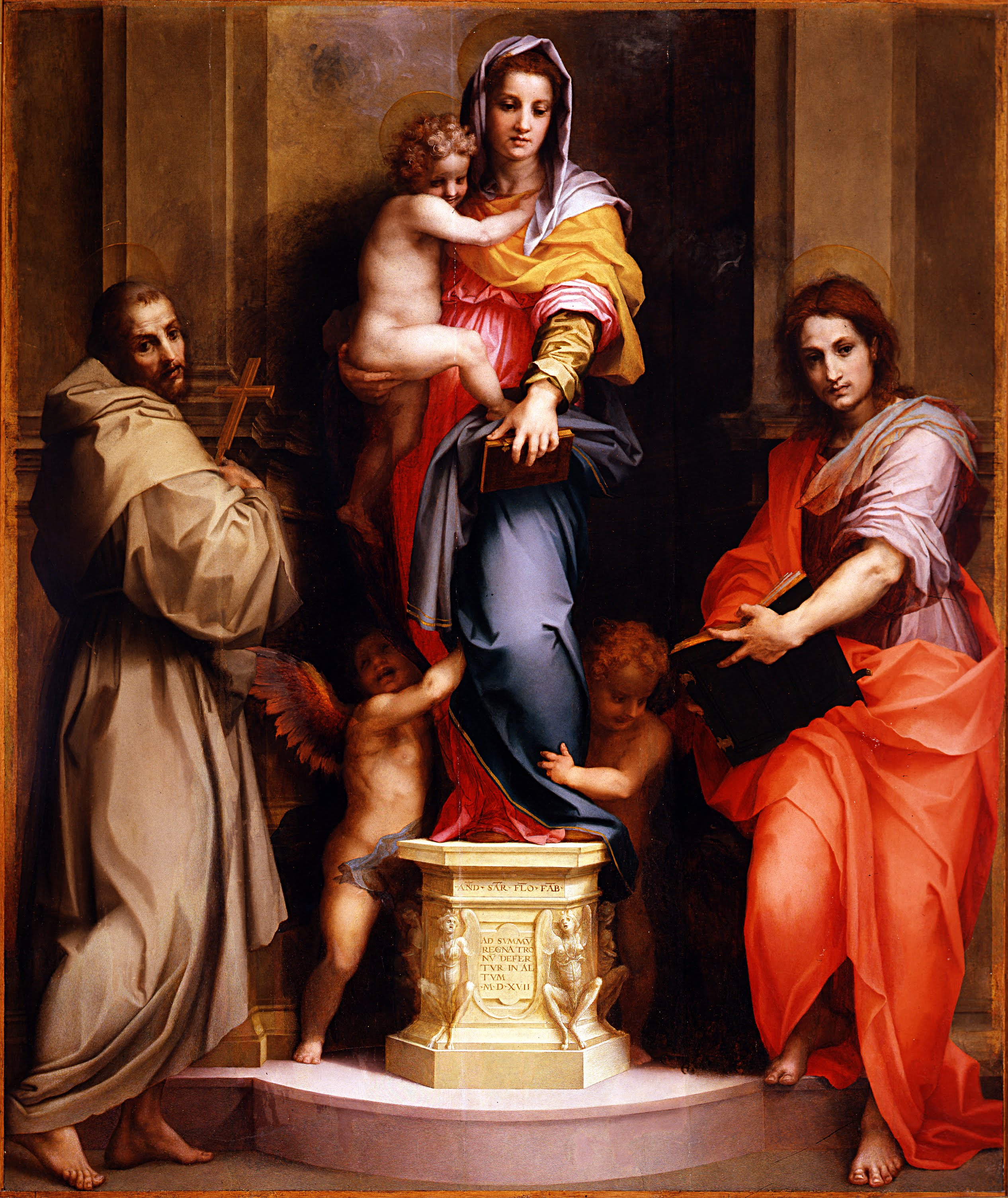
Andrea del Sarto, Harpyienmadonna
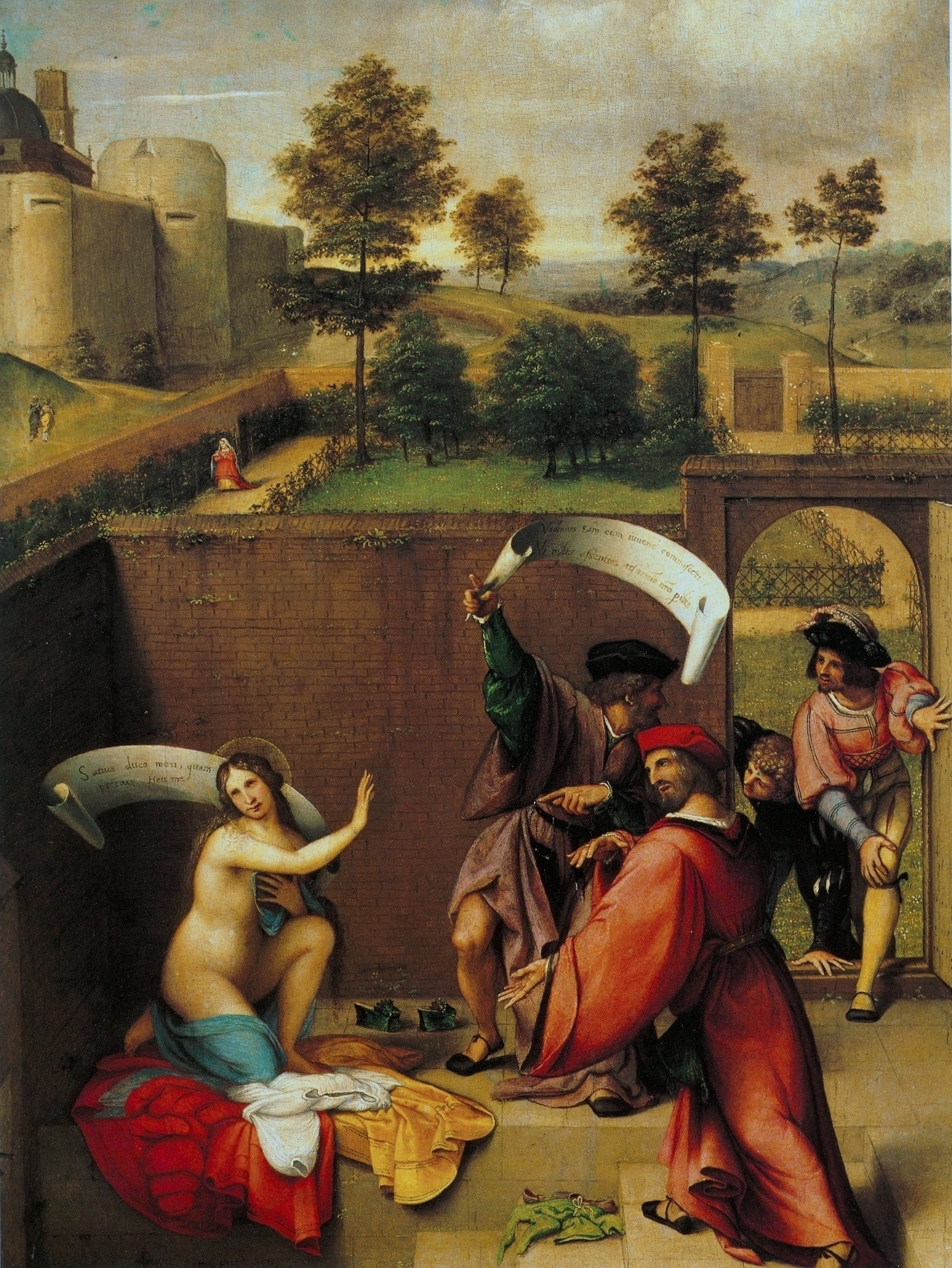
Lorenzo Lotto, Susanna im Bade
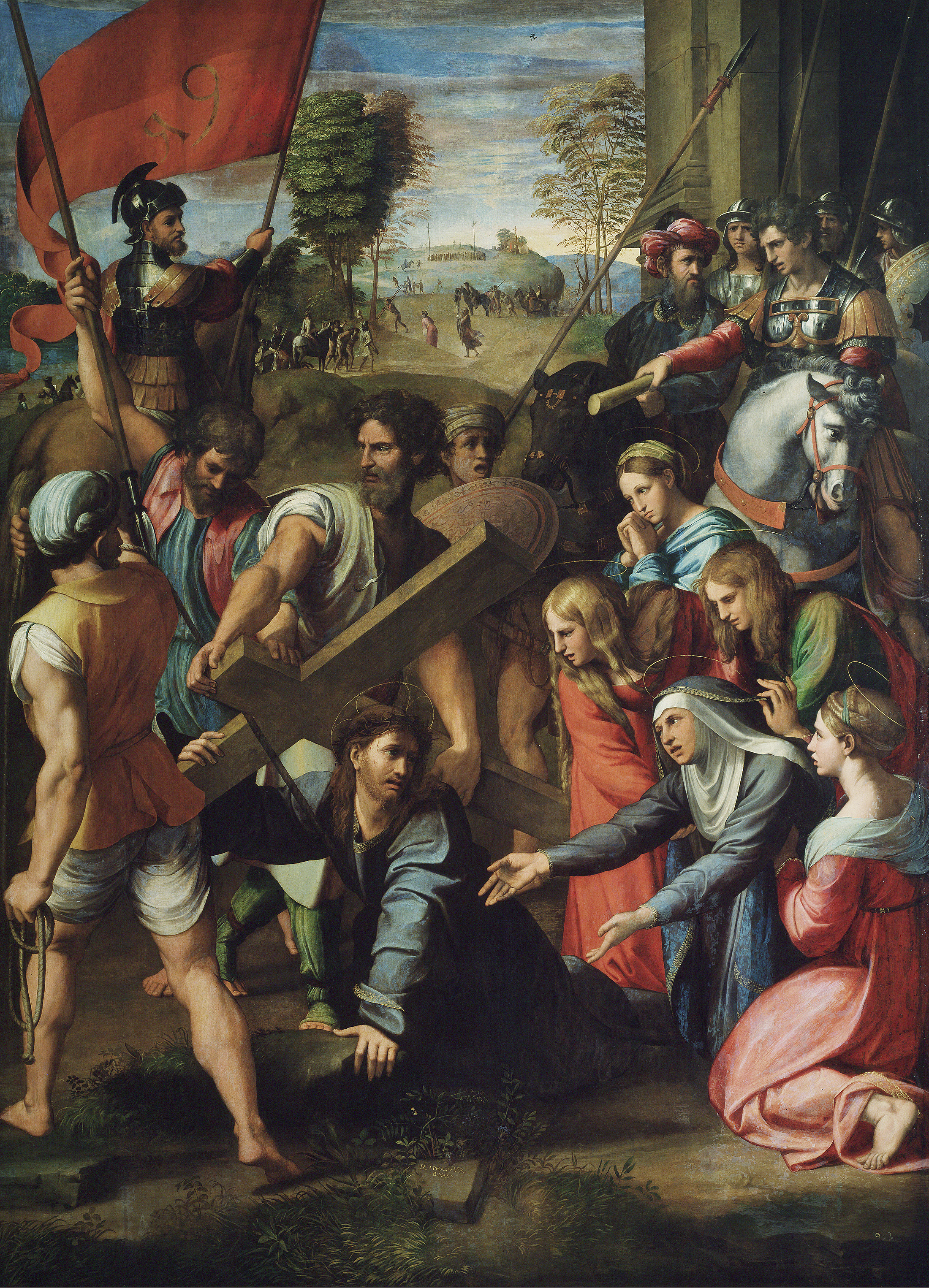
Raffael, Kreuztragung Christi

#### Literatur

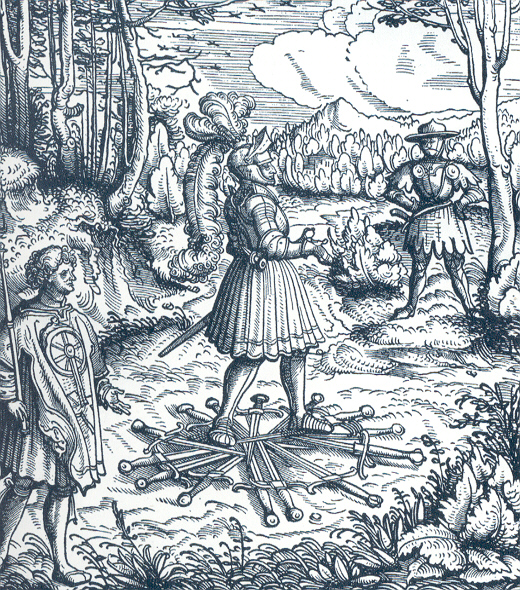
Holzschnitt zu Kapitel 118 des Theuerdank nach Hans Burgkmair

#### Musik und Theater
Das vermutlich im Zeitraum von 1450 bis 1460 in der Umgebung von Friedberg entstandene Hessische Weihnachtsspiel hat seine erste bekannte Aufführung in Alsfeld. Formell ist es das „szenenreichste und liturgisch am wenigsten gebundene“ Spiel seiner Art, da es aus 870 Versen besteht. Diese sind sowohl in frühneuhochdeutscher als auch in lateinischer Sprache verfasst, wobei die in Latein verfassten Stellen aus Regieanweisungen und Gesängen bestehen.

### Gesellschaft
- Das Gemeindebuch Schrebitz erhält seinen ersten datierten Eintrag.

### Religion

#### Christentum

##### Katholische Kirchenhierarchie

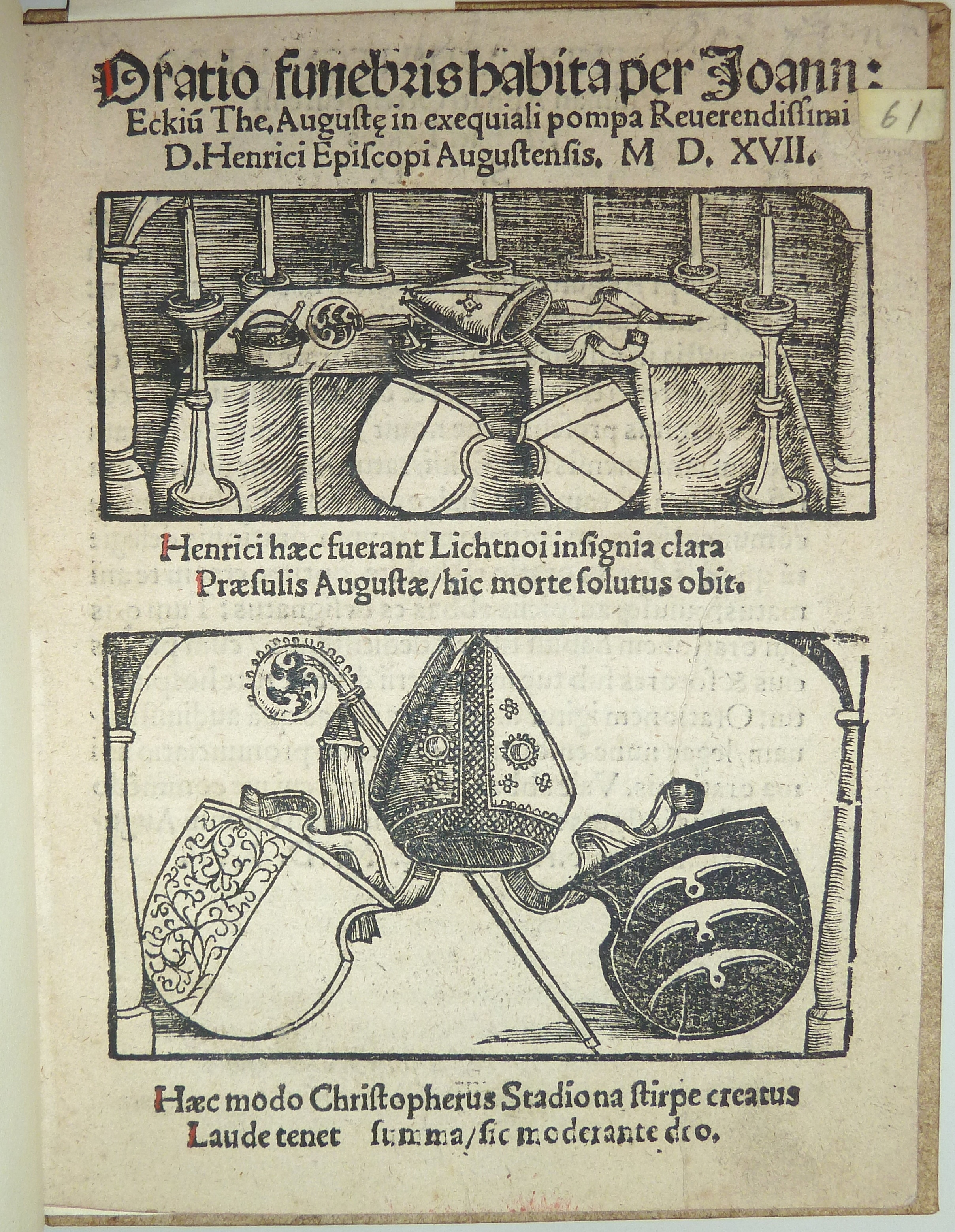
Holzschnitt der Wappen der beiden Augsburger Bischöfe Heinrich von Lichtenau und Christoph von Stadion

- 12. April: Nach dem Tod von Heinrich IV. von Lichtenau wird Christoph von Stadion zu seinem Nachfolger als Bischof von Augsburg gewählt. Am 5. Juli wird er in der Dillinger Pfarrkirche vom Eichstätter Fürstbischof Gabriel von Eyb zum Bischof geweiht.

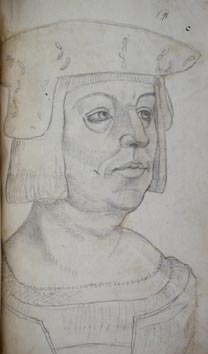
Philipp von Burgund

- 9. Mai: Friedrich IV. von Baden wird von Kaiser Maximilian I. als Bischof von Utrecht zum Rücktritt gezwungen, nachdem er mit dem König von Frankreich paktieren wollte, um auch Bischof von Metz zu werden. Nachfolger wird Philipp von Burgund. Bei seinem Einzug in Utrecht hat dieser noch keine der notwendigen Weihen erhalten, was aber in den folgenden Tagen nachgeholt wird.
- 25. Mai: Guillaume III. de Croÿ, Bischof von Cambrai, wird Kardinalpriester der Titelkirche Santa Maria in Aquiro. Am 31. Dezember wird er als Nachfolger des am 8. November verstorbenen Francisco Jiménez de Cisneros zum Erzbischof von Toledo erhoben.
- 20. August: Nach dem Tod von Aymon de Montfalcon folgt ihm sein Neffe Sébastien de Montfalcon als Bischof von Lausanne.
- 26. September: Johann III. von Schönberg, Bischof von Naumburg, stirbt. Nachfolger wird sein Koadjutor Philipp von der Pfalz, der zu diesem Zeitpunkt bereits Fürstbischof von Freising ist.
- Jacopo Sadoleto wird Bischof von Carpentras.

##### Katholische Reformbewegung
- 16. März: In Rom endet das noch von Papst Julius II. einberufene fünfte Laterankonzil. Die eingeleitete Kirchenreform stockt bei einigen theologischen Streitpunkten wegen Uneinigkeit. Das Konzil erlässt unter dem Vorsitz von Leo X. lediglich einige Dekrete, in denen Bischöfen, Legaten und Kardinälen ihre Pflichten eingeschärft werden und bestimmte Missstände hinsichtlich der laxen Ausführung übertragener Aufgaben verboten werden. Ferner erlässt es Vorschriften über das kuriale Taxwesen, die Bücherzensur und die gemeinnützigen Leihhäuser und ruft zu einem Kreuzzug gegen das expandierende Osmanische Reich auf.
- In Rom gründen einige Geistliche am päpstlichen Hof die katholische Reformbewegung Oratorium der göttlichen Liebe. Zu ihren Mitgliedern zählen unter anderem Kajetan von Thiene, Gian Pietro Carafa und Jacopo Sadoleto.

##### Reformation

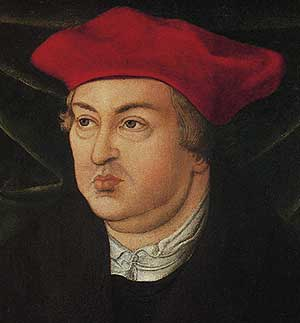
Albrecht von Brandenburg, Gemälde von Lucas Cranach d. Ä.

Im Auftrag von Erzbischof Albrecht von Brandenburg, der Geld zur Rückzahlung des für den Erwerb seiner beiden Bistümer Mainz und Magdeburg erhaltenen Darlehens benötigt, zieht der Dominikaner Johann Tetzel seit Anfang des Jahres ebenso wie andere Ablassprediger durch die Bistümer Magdeburg und Halberstadt. Die eine Hälfte der Einnahmen des Ablasshandels dient dem Bau des Petersdoms in Rom, während sich der Erzbischof und die Ablassprediger die andere Hälfte teilen. Auch Gemeindeglieder aus Wittenberg, deren Prediger und Seelsorger Martin Luther ist, bleiben der Beichte fern und gehen stattdessen in die benachbarten Städte, um Ablassbriefe zu erwerben.

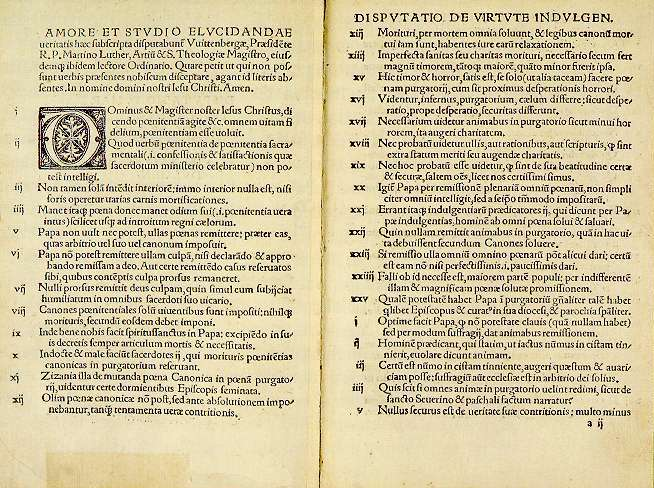
Ausschnitt aus den 95 Thesen

Am 31. Oktober sendet Martin Luther, Provinzialvikar des Augustinerordens, einen Brief an Albrecht von Brandenburg in der Annahme, dieser wisse nichts von dem Ablasshandel. Diesem Schreiben fügt er seine Disputatio pro declaratione virtutis indulgentiarum bei, in der er gegen Missbräuche beim Ablass und besonders gegen den geschäftsmäßigen Handel mit Ablassbriefen auftritt. Weitere Exemplare gehen an andere geistliche Würdenträger des Reiches und eines an den Ablassverkäufer Johannes Tetzel selbst, der aber darauf nicht reagiert. Die Historizität des Anschlags dieser 95 Thesen an die Tür der Schlosskirche von Wittenberg ist umstritten. Ein Einblattdruck (Folioblatt in zwei Spalten) des lateinischen Textes erscheint noch im gleichen Jahr bei Hieronymus Höltzel in Nürnberg. Vermutlich noch vor Weihnachten übersetzt der Nürnberger Kaspar Nützel Luthers 95 Thesen ins Deutsche.

##### Sonstiges

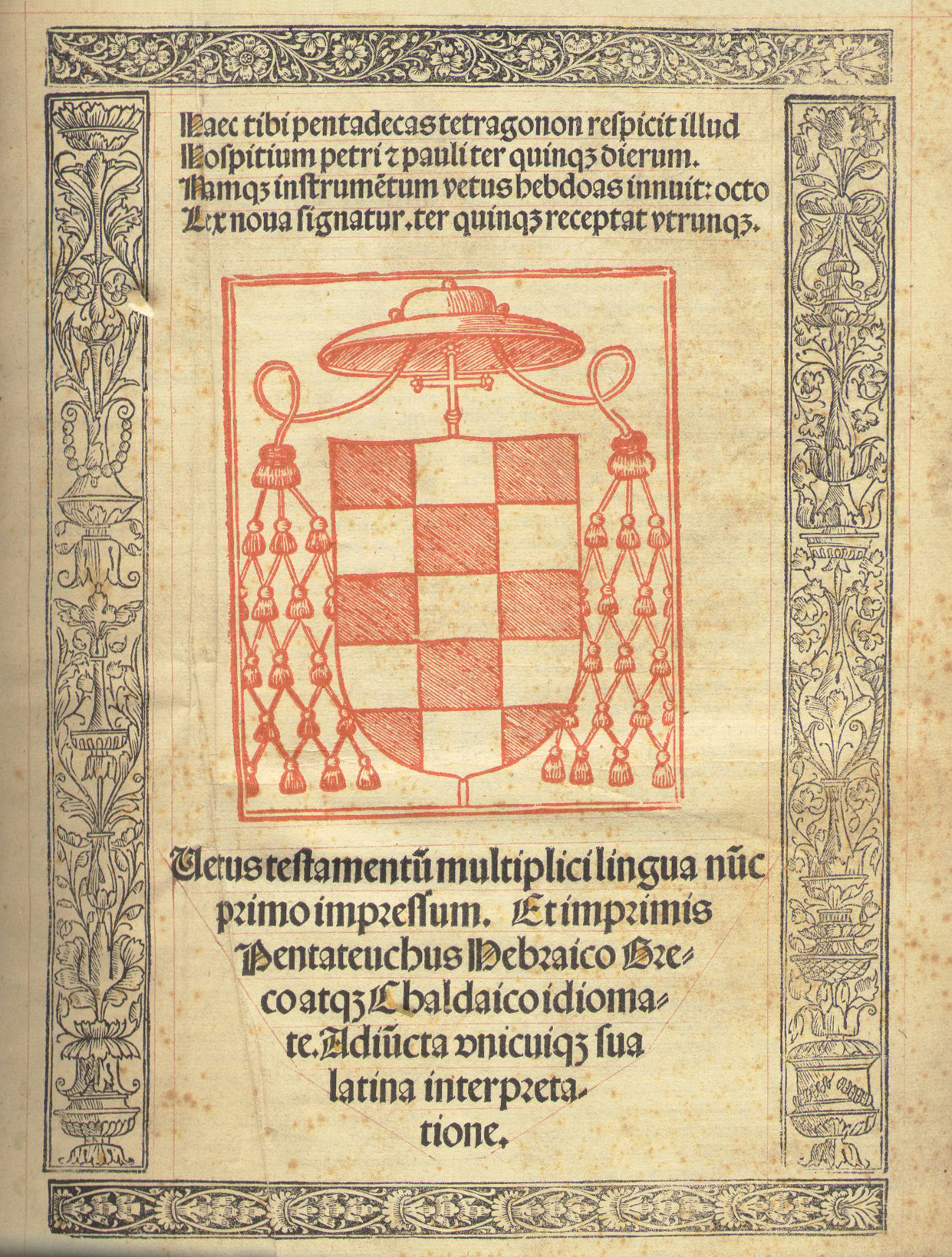
Die erste Seite des Complutenser Polyglotte

- Das Alte Testament der Complutensischen Polyglotte wird fertiggestellt, wegen der Exklusivrechte Erasmus von Rotterdams muss die Veröffentlichung jedoch verschoben werden. Kardinal Francisco Jiménez de Cisneros, Erzbischof von Toledo, der das Werk angeregt und finanziert hat, stirbt im gleichen Jahr, ohne die Publikation je zu Gesicht bekommen zu haben.
- Eine zweite Sammlung der Dunkelmännerbriefe mit 62 Briefen wird publiziert. Der zweite Teil der satirischen Briefe, mit denen deutsche Humanisten die Scholastik ins Lächerliche ziehen, wird vor allem Ulrich von Hutten zugeschrieben, zum geringeren Teil auch Hermann von dem Busche in Leipzig. Die Urheberschaft wird jedoch nie abschließend geklärt.

#### Islam
- Nach der Eroberung Kairos durch die Osmanen wird al-Mutawakkil III., der letzte Kalif der Abbasiden, nach Konstantinopel gebracht und überträgt dort angeblich das Kalifat auf Sultan Selim I. Nach offizieller osmanischer Geschichtsschreibung ist das der Beginn des Osmanischen Kalifats.
- Der Scherif von Mekka verleiht Sultan Selim I. den Ehrentitel eines Beschützers der Heiligen Städte von Mekka und Medina.

### Katastrophen
- Gemäß einer Legende geht in München die Pest zu Ende. Der heute noch ausgeübte Schäfflertanz geht angeblich auf dieses Datum zurück.
- In England, Calais und Antwerpen bricht der Englische Schweiß ein drittes Mal epidemisch aus.

### Natur und Umwelt
- Seegfrörni: Der Zürichsee ist komplett zugefroren.

## Geboren

### Erstes Halbjahr
- 12. Januar: Ludwig Casimir, Graf zu Hohenlohe-Neuenstein und kaiserlicher Rat († 1568)
- 13. Januar: Bohuslav Felix von Lobkowitz und Hassenstein, böhmischer Politiker, Landvogt der Niederlausitz († 1583)
- 17. Januar: Henry Grey, 1. Duke of Suffolk, englischer Adeliger und Rebell († 1554)
- 17. Januar: Antonio Scandello, italienischer Komponist und Kapellmeister († 1580)
- 30. Januar: Johann Aurifaber, deutscher lutherischer Theologe und Reformator († 1568)
- 000Januar: Galeazzo Caracciolo, neapolitanischer Protestant († 1586)
- 12. Februar: Luigi Cornaro, Kardinal der römisch-katholischen Kirche und Erzbischof von Zadar († 1584)
- 22. Februar: Hieronymus Mencel, deutscher evangelischer Theologe († 1590)
- 22. März: Gioseffo Zarlino, italienischer Kapellmeister, Musiktheoretiker und Komponist († 1590)
- 29. März: Carlo Carafa, italienischer Kardinal, Neffe und Kardinalnepot von Papst Paul IV. († 1561)
- 25. April: Giovanni Bernardino Bonifacio, italienischer Graf, Humanist, Buchsammler, Bibliothekar und Gründer der Stadtbibliothek Danzigs († 1597)
- 01. Mai: Svante Stensson Sture, schwedischer Staatsmann († 1567)
- 00. Mai: Georg von Bruchwitz, herzoglich pommerscher Rat († 1605)
- 18. Juni: Ōgimachi, 106. Tennō von Japan († 1593)
- 25. Juni: Georg Aemilius, deutscher Theologe und Botaniker († 1569)
- 30. Juni: Gerhard Ellerborn, Schöffe und Bürgermeister der Reichsstadt Aachen († 1571)

### Zweites Halbjahr
- 10. Juli: Odet de Coligny, französischer Hugenottenführer († 1571)
- 16. Juli: Frances Brandon, englische Adelige († 1559)
- 25. Juli: Jacques Peletier, französischer Literat, Humanist, Jurist, Mediziner und Mathematiker († 1582)
- 12. August: Peter Ernst I. von Mansfeld, Feldmarschall der spanischen Armeen in den Niederlanden sowie Statthalter der spanischen Krone in Luxemburg und in den Niederlanden († 1604)
- 20. August: Antoine Perrenot de Granvelle, spanischer Kardinal, Minister und Kunstsammler († 1586)
- 23. August: Franz I., Herzog von Lothringen († 1545)
- 06. September: Francisco de Holanda, portugiesischer Maler, Architekt, Antiquar, Historiker und Kunsttheoretiker († 1585)
- 21. September: Matthäus Ludecus, deutscher Jurist, Domdechant am Havelberger Dom († 1606)
- 17. Oktober: Amalia von Kleve, deutsche Prinzessin, jüngere Schwester der englischen Königin Anna von Kleve († 1586)
- 18. Oktober: Manuel da Nobrega, portugiesischer Theologe, Priester, Missionar und Schriftsteller († 1570)
- 28. Oktober: Jobst von Brandt, deutscher Edelmann († 1570)
- 05. November: Johann Streitberger, deutscher lutherischer Theologe († 1602)
- 15. Dezember: Giacomo Gaggini, sizilianischer Bildhauer († 1598)
- 31. Dezember: Katharina von Tecklenburg, Fürstäbtissin des Stifts Essen († 1560)

### Genaues Geburtsdatum unbekannt
- Abu Muhammad Abdallah al-Ghalib ibn Muhammad, zweiter Sultan der Saadier in Marokko († 1574)
- Pierre Belon, französischer Naturforscher und Botaniker († 1564)
- Bernhard, Markgraf von Baden-Pforzheim († 1553)
- Simon Bing, landgräflich-hessischer Verwaltungsbeamter und Politiker († 1581)
- Jost Clodt von Jürgensburg, baltischer Diplomat, polnischer Minister und Staatsmann im Ostseeraum († 1572)
- Dietrich IX. von Gemmingen, Grundherr in Tiefenbronn († 1586)
- Christoph Entzelt, deutscher evangelischer Geistlicher und Historiker († 1583)
- Thomas Fiennes, 9. Baron Dacre, englischer Peer († 1541)
- Frans Floris, flämischer Maler der nordischen Renaissance († 1570)
- John Foxe, englischer Schriftsteller († 1587)
- Gerard van Groesbeeck, Fürstbischof von Lüttich und Fürstabt von Malmedy und Stablo († 1580)
- Johann Hasentöter, deutscher Chronist († 1586)
- He Xinyin, chinesischer Philosoph des Neokonfuzianismus und Autor († 1579)
- Nicolaes Jonghelinck, flämischer Kaufmann, Bankier (Steuerbeamter) und Kunstsammler († 1570)
- Gotthard von Kettler, letzter Landmeister des Deutschen Ordens in Livland und erster Herzog von Kurland und Semgallen († 1587)
- Simon Leupold, mecklenburgischer Staatsmann († um 1578)
- Benedetto Lomellini, italienischer Kardinal der Römischen Kirche († 1579)
- Paul Hector Mair, Augsburger Ratsdiener († 1579)
- Johann Pennarius, Weihbischof in Köln († 1563)
- Otto IV., Graf von Schaumburg sowie von Holstein-Pinneberg († 1576)
- Juan Alfonso de Polanco, Sekretär des ersten Generaloberen der Gesellschaft Jesu († 1576)
- Matthias Schenck, deutscher Schulmann und Bibliothekar († 1571)

### Geboren um 1517
- 1514/1517: Francisco Hernandez de Toledo, spanischer Arzt und Naturforscher († 1587)
- 29. Juni 1516/1517: Rembert Dodoens, flämischer Botaniker und Arzt († 1585)
- 1516/1517: Germain Vaillant de Guélis, französischer Jurist, katholischer Geistlicher, Bischof von Orléans und Altphilologe († 1587)
- Francisco Coutinho, portugiesischer Adliger, Militär und Vizekönig des Estado da India († 1564)
- Christoph von Freyberg-Eisenberg, Fürstpropst der Fürstpropstei Ellwangen († 1584)
- Caspar Pfreund, Apotheker und Bürgermeister von Wittenberg († 1574)
- Robert Stewart, 1. Earl of March, schottischer Adeliger († 1586)

## Gestorben

### Erstes Halbjahr

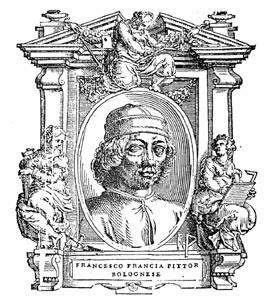
Francesco Francia

- 05. Januar: Francesco Francia, italienischer Maler, Goldschmied und Bildhauer, Begründer der Bologneser Schule der Malerei (* 1447)
- 12. Januar: Giovanni Francesco Fortunio, italienischer Humanist, Romanist und Grammatiker (* um 1470)
- 22. Januar: Hadım Sinan Pascha, Großwesir des Osmanischen Reiches (* 1459)
- 02. Februar: Hermann Darsow, Lübecker Kaufmann und Ratsherr
- 12. Februar: Katharina von Navarra, Königin von Navarra, zudem Gräfin von Foix und Bigorre, Vizegräfin von Béarn und Kofürstin von Andorra (* 1470)
- 16. Februar: Elisabeth Jagiellonica, polnische und litauische Prinzessin, schlesische Herzogin von Liegnitz und Brieg (* 1482)
- 19. Februar: Katharina von Gemmingen, verheiratete von Dalberg, deutsche Adelige (* vor 1467)
- 24. Februar: Otto von Gemmingen, deutscher Adeliger (* um 1450)
- 25. Februar: Johann von Spreckelsen, Hamburger Ratsherr und Bürgermeister (* um 1460)

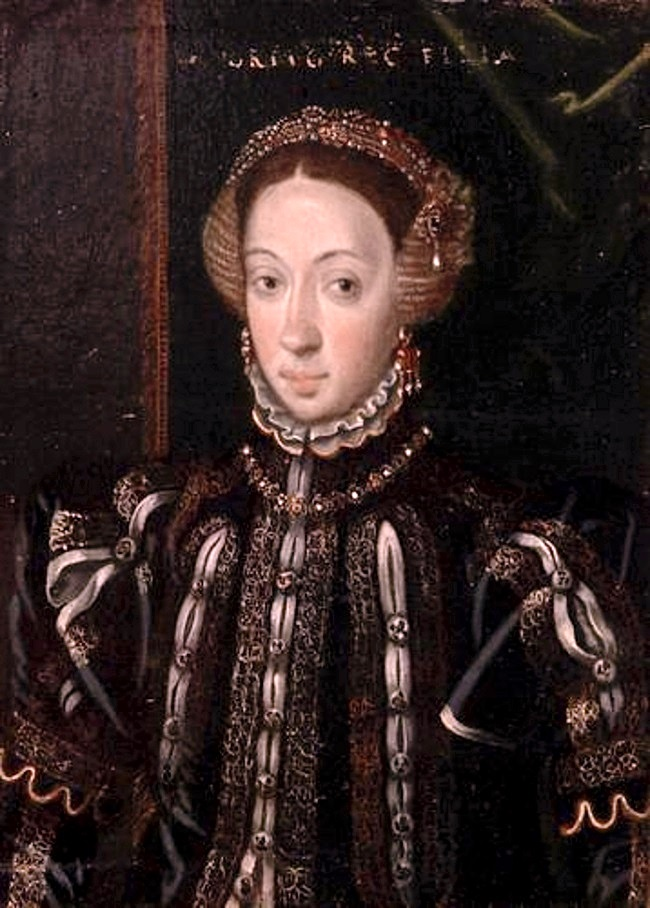
Maria von Spanien, Königin von Portugal

- 07. März: Maria von Spanien, Königin von Portugal (* 1482)
- 08. März: Sisto Gara della Rovere, Kardinal der römisch-katholischen Kirche (* 1473)
- 26. März: Heinrich Isaac, flämischer Komponist (* um 1450)
- 02. April: Pere Miquel Carbonell, katalanischer Historiker, Notar, Dichter und Humanist (* 1434)
- 12. April: Heinrich IV. von Lichtenau, Bischof von Augsburg (* 1443 oder 1444)
- 14. April: Tuman Bay, Sultan der Mamluken in Ägypten
- 20. April: Bogdan III., Woiwode des Fürstentums Moldau (* 1479)
- 01. Mai: Hermann Langenbeck, Jurist und Bürgermeister von Hamburg (* 1452)
- 21. Mai: Bernhart Lachaman der Ältere, Glockengießer aus Heilbronn
- 02. Juni: Christoph, Regent der Herrschaft Jever (* 1499)
- 16. Juni: Franz Wolfgang, Graf von Haigerloch (* 1483/1484)

### Zweites Halbjahr
- 10. Juli: Johannes Rebmann, württembergischer Theologe, Stiftspropst der Brüder vom gemeinsamen Leben in Herrenberg (* um 1467)
- 17. Juli: Johann Badendorp, Ratssekretär der Hansestadt Lübeck
- 21. Juli: Hersekoğlu Ahmed Pascha, Großwesir des Osmanischen Reiches (* um 1456)
- 05. August: Kaspar von Silenen, erster Kommandant der päpstlichen Schweizergarde (* um 1467)
- 10. August: Aymon de Montfalcon, Bischof von Lausanne
- 15. August: Ottilie von Katzenelnbogen, Markgräfin von Baden (* um 1451)
- 30. August: Konrad Seusenhofer, Tiroler Plattner (* um 1450/1460)
- 13. September: Yunus Pascha, Großwesir des Osmanischen Reiches
- 21. September: Dyveke Sigbritsdatter, Amsterdamer Kaufmannstochter, Mätresse Christians II. von Dänemark (* um 1490)

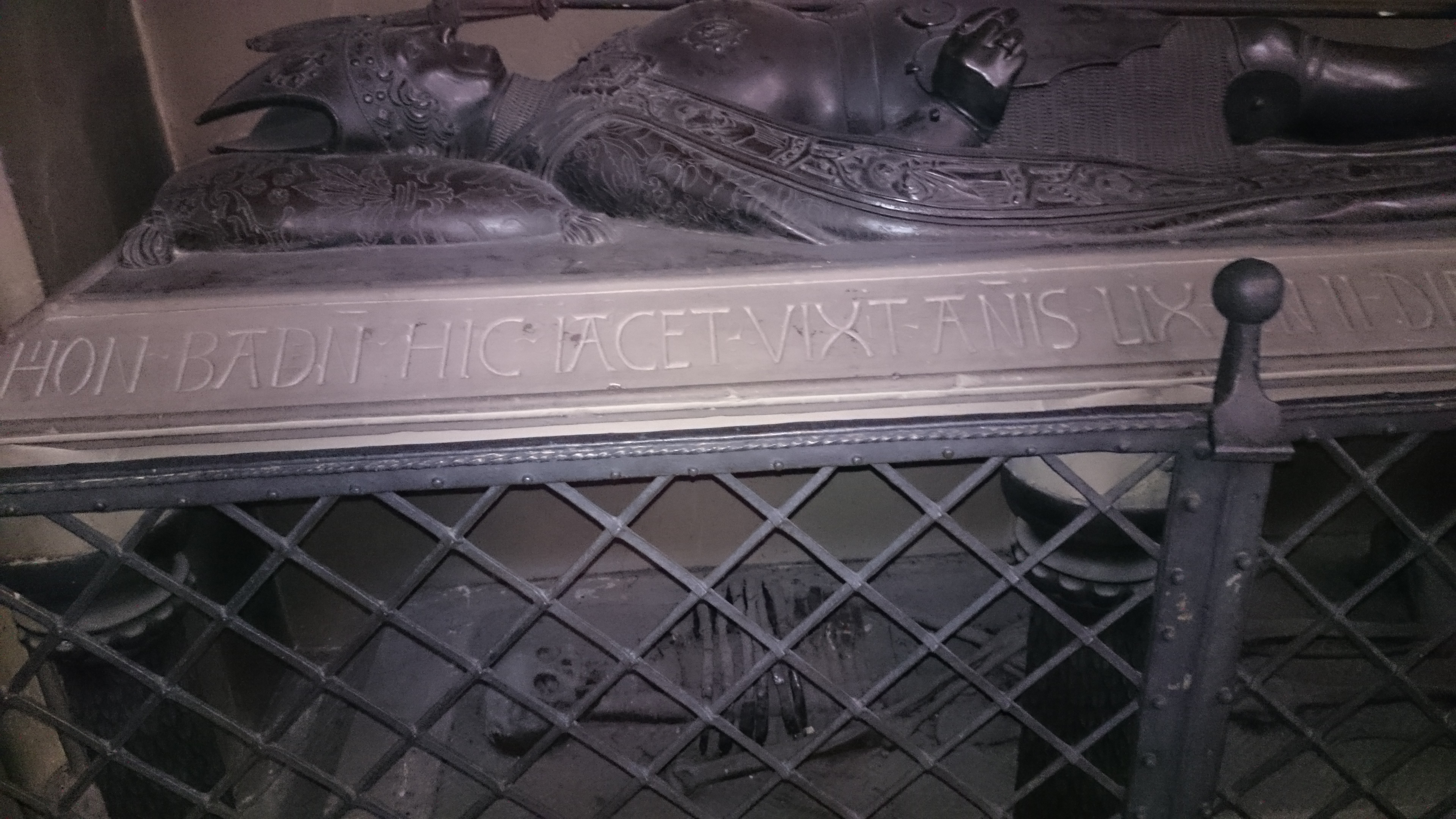
Grabmal Friedrichs IV. in Baden-Baden

- 24. September: Friedrich IV. von Baden, Bischof von Utrecht (* 1458)
- 26. September: Johann III. von Schönberg, Bischof von Naumburg
- September: Elsbeth Tucher, Nürnberger Patrizierin (* 1473)
- 02. Oktober: Johannes Murmellius, niederländischer Gelehrter, Philologe, Dichter und Humanist (* um 1480)
- 31. Oktober: Fra Bartolommeo, Maler der florentinischen Schule (* 1472)
- 06. November: Wiguleus Fröschl von Marzoll, Fürstbischof von Passau (* 1445)

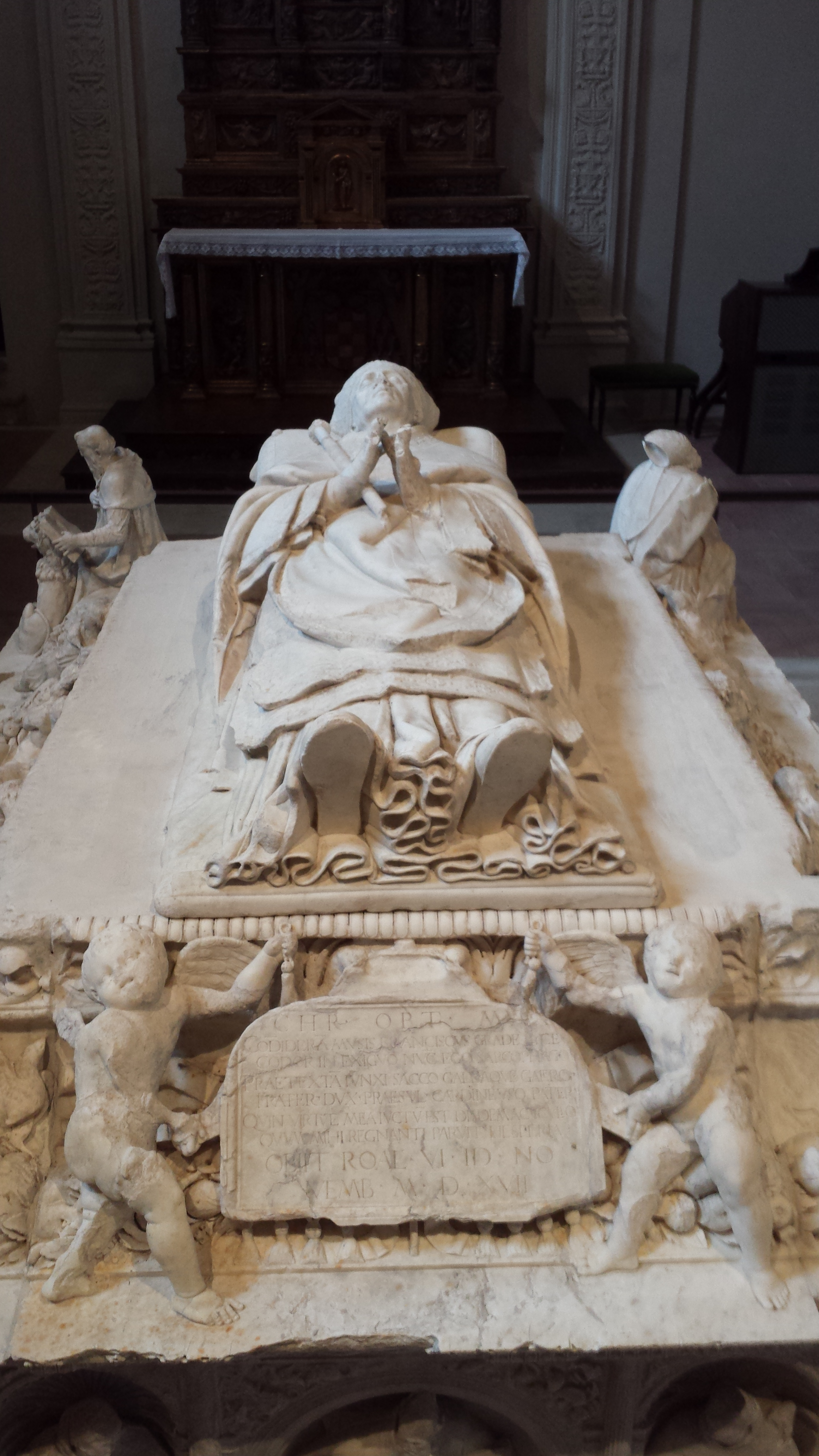
Grabmal des Kardinals Cisneros in Alcalá de Henares

- 08. November: Francisco Jiménez de Cisneros, Erzbischof von Toledo, spanischer Regent und Großinquisitor (* 1436)

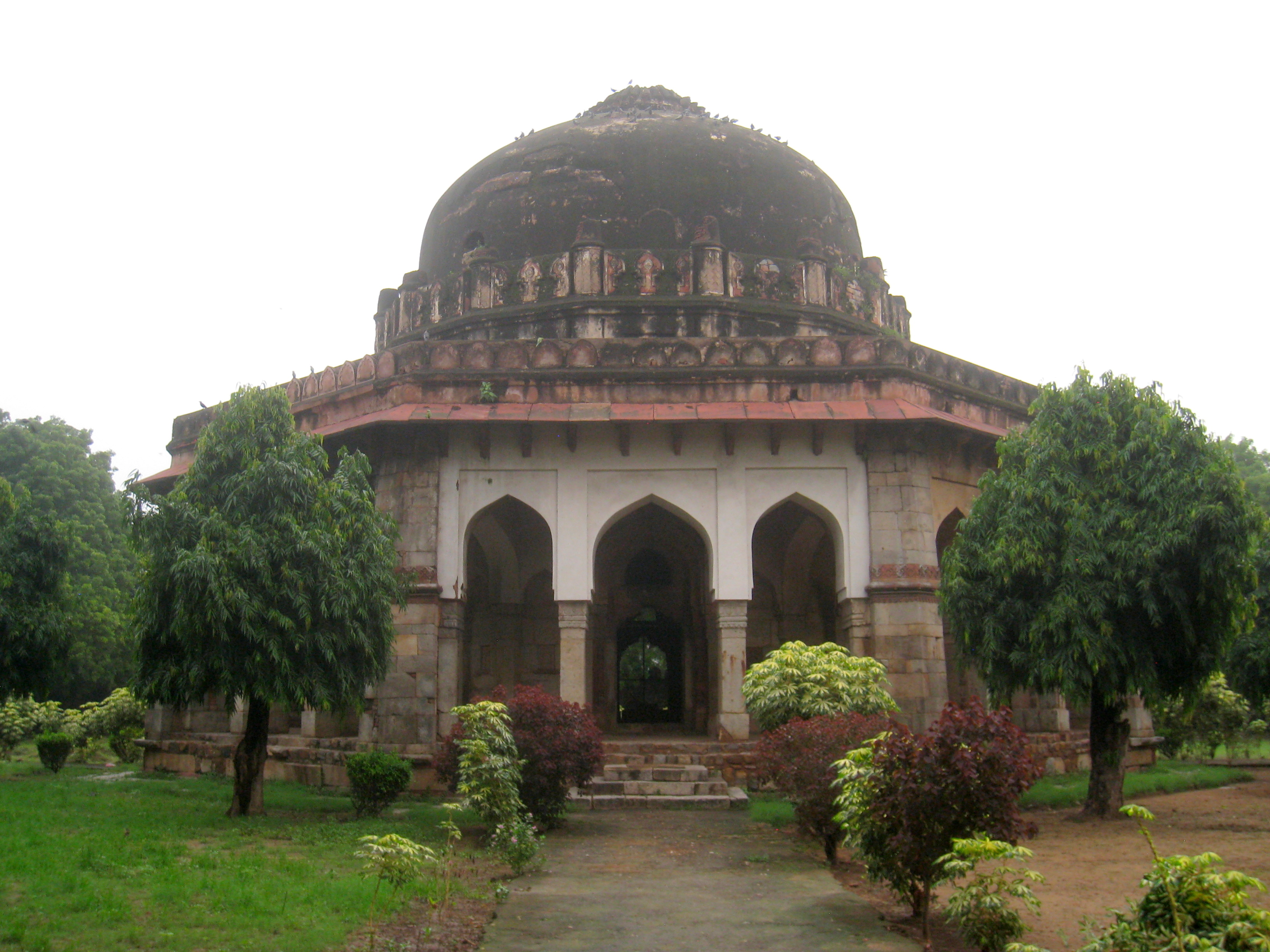
Das Mausoleum Sikandar Lodis

- 21. November: Sikandar Lodi, Sultan von Delhi
- 07. Dezember: Albert Krantz, deutscher Historiker (* 1448)
- 23. Dezember: Tjede Peckes, wurtfriesische Fahnenjungfer (* um 1500)
- 28. Dezember: Wilhelm von Diesbach, Schultheiss von Bern (* 1442)

### Genaues Todesdatum unbekannt
- Abu Abdallah al-Qa'im, Scheich der Saadier in Marokko
- Adam aus Wilna, Kanzleisekretär des Großfürstentums Litauen und Kanoniker in Vilnius
- Balım Sultan, Gründer des schiitisch geprägten Sufiordens der Bektaschi (* 1457)
- Heinrich von Bassewitz, mecklenburgischer Gutsbesitzer (* 1469)
- Guidoccio Cozzarelli, Maler und Buchmaler aus Siena (* 1450)
- Jos Gundersheimer, Basler Schreiner und Bilderschnitzer
- Adam von Haren, Schöffe und Bürgermeister der Reichsstadt Aachen (* um 1435)
- Francisco Hernández de Córdoba, spanischer Konquistador und Entdecker
- Marcus Musurus, griechisch-italienischer Gelehrter (* um 1470)
- Paulus Niavis, deutscher Humanist, Pädagoge, Schriftsteller und Beamter (* um 1460)
- Cyriacus Prucker, deutscher Benediktiner in Kloster Reichenbach am Regen, Administrator in Kloster Metten und Abt in Kloster Frauenzell
- Heinrich Strübin, Schweizer Politiker (* vor 1450)
- Franz von Taxis, lombardischer Adeliger, Begründer des europäischen Postwesens (* um 1459)
- Ludovico de Varthema, italienischer Entdeckungsreisender und Schriftsteller (* um 1470)
- Narcís Vinyoles, valencianischer Poet, Jurist und Minister (* zwischen 1442 und 1447)
- Bridget of York, englische Prinzessin (* 1480)

### Gestorben um 1517
- 1514/1517: Luca Pacioli, italienischer Franziskaner, Mathematiker und Wirtschaftswissenschaftler (* um 1445)
- Domenico Morone, italienischer Maler (* um 1442)
- Johann Wassenberch, Duisburger Geistlicher (* 1454)
- 1517/1518: Giovanni Battista Cima, italienischer Maler (* um 1460)